# Juan Gundlach

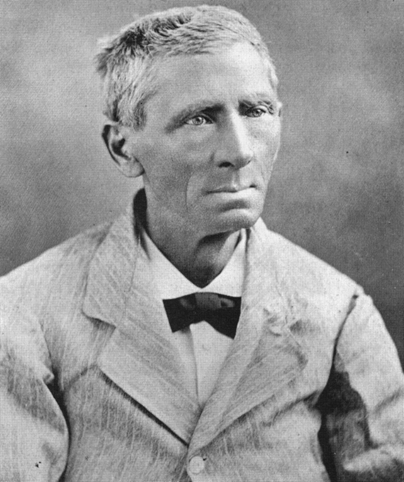
Juan Gundlach

Juan Gundlach (bürgerlich Johannes Christopher Gundlach; * 17. Juli 1810 in Marburg (Lahn), Hessen; † 17. März 1896 in Havanna, Kuba) war ein kubanischer Zoologe deutscher Abstammung. Seine Forschungsschwerpunkte waren die Ornithologie und die Entomologie. Er schrieb aber auch über Säugetiere, Weichtiere, Reptilien und Amphibien.

## Leben und Wirken
Juan Gundlach war der Sohn eines Universitätsprofessors für Physik und Mathematik. Nach einem unabsichtlichen Stoß mit einer Schrotflinte verlor er sein Riechvermögen. Durch diesen Umstand war er in der Lage, als Tierpräparator auch mit Kadavern in einem fortgeschrittenen Zersetzungszustand zu arbeiten.
1837 beendete Gundlach sein naturwissenschaftliches Studium und erlangte mit der Dissertation „De pennis“ (eine naturkundliche Abhandlung über die Vogelfeder) seinen Doktortitel. Im November 1838 nahm er die Einladung eines Studienfreundes aus Niederländisch-Guayana (Suriname) an, als Tiersammler und Forscher in Südamerika zu arbeiten. 1839 ließ er sich jedoch stattdessen auf Kuba nieder und gründete in Cárdenas eine Operationsbasis. 1852 zog Gundlach nach Havanna, wo er die Bekanntschaft mit dem kubanischen Naturforscher Felipe Poey machte. Zusammen unternahmen sie Exkursionen ins östliche Kuba, wo Gundlach zwischen 1856 und 1859 sammelte. Bei einer dieser Expeditionen entdeckte er die Kubanische Nachtechse (Cricosaura typica), die 1863 von ihm selbst und Wilhelm Peters wissenschaftlich beschrieben wurde. Zu Gundlachs ornithologischen Entdeckungen gehörte 1844 die Bienenelfe (Mellisuga helenae), die kleinste Kolibriart der Welt.
1846 gründete Gundlach auf seiner Finca El Refugio nahe Cárdenas das erste Naturkundemuseum Kubas, dessen Sammlungen heute vom La Habana: Instituto Cubano del Libro verwaltet werden. Während des kubanischen Aufstandes gegen Spanien zwischen 1868 und 1878 musste Gundlach seine Feldarbeit auf Kuba unterbrechen. 1873 begann er daher mit seiner Forschungstätigkeit auf Puerto Rico und 1878 legte er die mit 153 Arten erste umfangreiche Liste der puerto-ricanischen Avifauna vor. Weiter betrieb er Studien über die Metamorphose bei Antillen-Pfeiffröschen. 1884 setzte er seine Sammlertätigkeit im östlichen Kuba fort. 1887 machte er im Alter von 76 Jahren seine letzte Exkursion.

## Dedikationsnamen
Nach Gundlach sind unter anderem der Gundlachsperber (Accipiter gundlachi), die Antillennachtschwalbe (Chordeiles gundlachii), die Gundlachspottdrossel (Mimus gundlachii), der Gundlachvireo (Vireo gundlachii), der Kubanische Krabbenbussard (Buteogallus gundlachii), die Krötenart Peltophryne gundlachi, der Antillenpfeiffrosch Eleutherodactylus gundlachi, die Langschwanzhutia Mysateles gundlachi, der Ritterfalter Parides gundlachianus sowie die Languste Palinurellus gundlachi benannt. Daneben gibt es zahlreiche Pflanzentaxa, die der deutsche Botaniker Ignaz Urban nach Gundlach benannt hatte.

## Erstbeschreibungen von Gundlach

### Vögel
- Kubaschopftyrann (Myiarchus sagrae) (Gundlach, 1852)
- Gundlachtaube (Geotrygon caniceps) (Gundlach, 1852)
- Kubawaldsänger (Dendroica pityophila) (Gundlach, 1855)
- Kubamückenfänger (Polioptila lembeyei) (Gundlach, 1858)
- Forns-Waldsänger (Teretistris fornsi) (Gundlach, 1858)
- Unterart des Goldspechts (Colaptes auratus chrysocaulosus) Gundlach, 1858
- Unterart der Palmenkrähe (Corvus palmarum minutus) (Gundlach, 1852) (manchmal als eigenständige Art Corvus minutus betrachtet)

### Säugetiere
- Gelbbraune Blütenfledermaus (Erophylla sezekorni) (Gundlach, 1860)
- Phyllonycteris (Gundlach, 1860)
- Kuba-Blütenfledermaus  (Phyllonycteris poeyi) (Gundlach, 1860)
- Rußige Schnurrbartfledermaus  (Pteronotus quadridens) (Gundlach, 1840)
- Pfeiffer-Rotfledermaus (Lasiurus pfeifferi) (Gundlach, 1861)
- Nycticeius cubanus (Gundlach, 1861), welche bis 1974 als Unterart des Schwarzschulter-Abendseglers (Nycticeius humeralis) betrachtet wurde

### Reptilien
- Cricosaura (Gundlach & Peters, 1863)
- Kubanische Nachtechse (Cricosaura typica) (Gundlach & Peters, 1863)
- Tropidophis pardalis (Gundlach, 1840)
- Arrhyton vittatum (Gundlach & Peters, 1862)
- Tropidophis semicinctus (Gundlach & Peters, 1864)
- Amphisbaena cubana (Gundlach & Peters, 1878)

### Amphibien
- Eleutherodactylus varians (Gundlach & Peters, 1864)

### Insekten
- Brachymesia herbida (Gundlach, 1889)
- Enallagma truncatum (Gundlach, 1888)
- Gynacantha ereagris (Gundlach, 1888)
- Hypolestes trinitatis (Gundlach, 1888)
- Lestes scalaris (Gundlach, 1888)

### Weichtiere
- Cerion proteus (Gundlach, 1860)

## Werke (Auswahl)
- Description of Five new Species of Birds and other Ornithological Notes of Cuban Species. In: Boston journal of natural history. Band 6, 1853, S. 313–319 (biodiversitylibrary.org).
- Notes on some Cuban Birds, with Description of three New Species. In: Annals of the Lyceum of Natural History of New York. Band 6, 1858, S. 267–275 (biodiversitylibrary.org).
- Zusätze und Berichtigungen zu den Beiträgen zur Ornithologie Cuba's. In: Journal für Ornithologie. Band 9, 1861, S. 401–416 (biodiversitylibrary.org).
- Catalogo de las aves cubanas, 1873
- Catálogo de los reptiles cubanos, 1875
- Contribucion á la ornitologia cubana, 1876
- Contribucion a la mamalogia cubana, 1877
- Contribucíon a la erpetología cubana, 1880
- Apuntes para la fauna Puerto-Riqueña, 1881
- Contribución a la entomología cubana, (Tomo I). Lepidópteros., 1881
- Contribución a la entomología cubana, (Tomo II). Himenópteros., 1886
- Contribución a la entomología cubana, (Tomo III). Neurópteros, coleópteros, ortópteros…, 1891
- Notes on some Species of birds of the Island of Cuba. In: The Auk. Band 8, Nr. 2, 1891, S. 187–191 (sora.unm.edu [PDF; 497 kB]).
- Ornitología cubana ó Catálogo descriptivo de todas las especies de aves tanto indígenas como de paso anual o accidental observadas en 53 años, 1893